# Shangri-La (album)
Shangri La – album nagrany w 2004 przez Marka Knopflera. Płyta została nagrana w studio o nazwie „Shangri La” znajdującym się w Malibu i to właśnie jemu zawdzięcza swój tytuł. W latach sześćdziesiątych nagrywali tam artyści tacy jak Bob Dylan, Neil Young czy The Band, a sama płyta jest przesiąknięta muzyką i atmosferą właśnie z tamtych lat, słychać na niej wpływy takich artystów jak Lonnie Donegan, The Shadows, J.J. Cale, Chet Atkins, Muddy Waters.
Trudno jednoznacznie zakwalifikować muzykę z tej płyty, bazuje ona na amerykańskim folku, z domieszką country, bluesa i dużej dawki muzyki „pop” z lat sześćdziesiątych. Na płycie wyraźnie słychać charakterystyczny dla Knopflera dźwięk gitary, na której gra palcami, ale w dwóch utworach („Our Shangri-La” i „Everybody Pays”), co zostało po raz pierwszy nagrane, używa kostki.
W warstwie tekstowej Knopfler kontynuuje i rozwija styl jego poprzednich solowych płyt, teksty opowiadają o normalnych, zwykłych ludziach, o codziennych wydarzeniach, czasami natchnione są wydarzeniami z życia artysty albo przeczytaną przez niego książką czy obejrzanym filmem. Na przykład piosenka „Boom, Like That” zainspirowana jest biografią Raya Kroca (założyciela McDonaldsa, w wielu miejscach cytuje nawet dosłownie zdania z jego autobiografii „Grinding It Out”, „Song For Sonny Liston” opowiada o słynnym pięściarzu Sonny Listonie, utwór „Back to Tupelo” opowiada o początkach kariery Elvisa Presleya i jego dążeniu także do sławy aktorskiej a Donegan's Gone to lament Knopflera o śmierci Lonniego Donegana, najważniejszego chyba muzyka gatunku skiffle.

## Lista utworów
1. 5.15 a.m. - 5:54
2. Boom, Like That – 5:47
3. Sucker Row - 4:55
4. The Trawlerman's Song - 5:00
5. Back to Tupelo - 4:29
6. Our Shangri-la - 5:41
7. Everybody Pays - 5:23
8. Song for Sonny Liston - 5:07
9. Whoop De Doo - 3:49
10. Postcards from Paraguay - 4:05
11. All That Matters - 3:09
12. Stand Up Guy - 4:33
13. Donegan's Gone - 3:00
14. Don't Crash the Ambulance - 5:06

## Muzycy
- Mark Knopfler – gitara i śpiew
- Richard Bennett – gitara
- Jim Cox – organy elektryczne i fortepian
- Guy Fletcher – instrumenty klawiszowe
- Glenn Worf – gitara basowa
- Paul Franklin – pedal steel guitar
- Chad Cromwell – instrumenty perkusyjne

## Listy przebojów
Miejsca na które dotarła płyta Shangri La w poszczególnych krajach:
- Norwegia – 1
- Austria – 14
- Włochy –
- Niemcy – 3
- Holandia – 4
- Hiszpania – 6
- Finlandia – 18
- Szwajcaria – 7
- Dania – 4
- Stany Zjednoczone, lista US Billboard Top 100 – 66
- Wielka Brytania – 11
- Francja – 4
- Belgia – 9
- Szwecja – 3